# Alexandre Espuny i Casas
Alexandre Espuny i Casas (Badalona, 1912 - 1938) fou un futbolista català de la dècada de 1930.

## Trajectòria
Va jugar quasi tota la seva carrera a les files del FC Badalona, on jugà entre 1930 i 1944, amb una breu estada, la temporada 1933-34, al FC Barcelona, amb qui arribà a jugar tres partits de lliga. El 1934, després de la seva estada al Barça retornà al Badalona, club amb el qual continuà jugant fins al final de la Guerra Civil. Va jugar un partit amb la selecció catalana el 15 de juliol de 1934 enfront del FC Badalona.